# Gallaan
Gallaan is een anorganische verbinding van gallium en waterstof met de formule {\displaystyle {\ce {GaH3}}}. De naam gallaan is afgeleid van de systematiek die gebruikt wordt voor keten-vormende elementen als koolstof (alkanan) en silicium (silanen). Andere gebruikte namen zijn waterstofgallide, al is gallium(III)hydride in dit geval netter want waterstof is elektronegatiever dan gallium en hoort daarom als laatste genoemd te worden. Het is een kleurloos, fotosensitief gas dat niet in pure vorm te isoleren is. Gallaan is zowel het eenvoudigste lid van de gallanen als het prototype van de monogallanen. Gallaan heeft geen economische toepassingen en wordt alleen, indien noodzakelijk, voor academische doeleinden aangemaakt.
Gallaan is aangetoond als intermediair in de gasfase. Ook bij lage temperatuur (3,5 K), na bestraling van gallium in waterstof met een laser waarbij losse atomen ontstonden. In 2011 is het ook aangetoond in een argonmatrix boven vast digallaan {\displaystyle {\ce {(Ga2H6)}}}.

## Structuur van monomeer GaH3
Het I.R-spectrum van monomeer {\displaystyle {\ce {GaH3}}} geeft aan dat het molecuul een trigonale, vlakke structuur heeft. De lengte van de Ga-H binding is berekend op een waarde van 155,7 tot 158,7 pm.
In de gasfase dimeriseert gallaan tot digallaan:
{\displaystyle {\ce {2GaH3\ ->[{\ce {<-[{\ce {}}]}}]\ Ga2H6}}}
De enthalpie-verandering voor de dissociatiereactie (de omgekeerde reactie!) is experimenteel bepaald op 59 ± 16 kJ mol−1.

## Chemische eigenschappen
Doordat gallaan niet als zuivere stof geïsoleerd kan worden, het dimeriseert direct, zijn reacties van de stof gebaseerd op digallaan of op adducten. Gallaan is een sterk Lewiszuur dat met een groot aantal lewisbasen adducten van het type {\displaystyle {\ce {L.GaH3}}}, waarbij het gallium-atoom vier liganden heeft, of {\displaystyle {\ce {L.GaH3.L}}}, gallium heeft hier vijf liganden ("L" is steeds een monodentaat ligand).

### Adducten van GaH3
De vorming van adducten met gallaan kan op verschillende manieren. Directe reactie van digallaan met een lewisbase geeft een aan vijf liganden gebonden gallaan:
{\displaystyle {\ce {Ga2H6 \ + \ 4 Me3N \ ->[{\ce {-95 \ ^{o}C}}] \ 2 (Me3N)2.GaH3}}}
Reactie van een zout van tetrahydrogallaat met een (zout van) een Lewisbase geeft het adduct:
{\displaystyle {\ce {LiGaH4\ +\ Me3NHCl\ ->\ Me3N.GaH3\ +\ LiCl\ +\ H2}}}
Reactie van een eerder gemaakt adduct met een andere Lewisbase:
{\displaystyle {\ce {Me3N.GaH3\ +\ Me2NH\ ->\ Me2NH.GaH3\ +\ Me3N}}}
Inmiddels is een groot aantal adducten gesynthetiseerd. In onderstaande lijst staat "L" voor een monodentaat ligand en "L-L" voor een bidentaat.
| - {\displaystyle {\ce {L.GaH3}}}                |  | 1:1 adduct, gallium is vier gecoördineerd. |
| - {\displaystyle {\ce {L.GaH3.L}}}              |  | 2:1 adduct, gallium is vijf gecoördineerd. |
| - {\displaystyle {\ce {GaH3.L-L.GaH3}}}         |  | 1:2 adduct, beide gallium-atomen zijn vier gecoördineerd. |
| - {\displaystyle {\ce {L'.GaH3.L-L.GaH3.L'}}}   |  | Adduct met een bidentaat tussen twee gallaan-eenheden, die elk ook nog een adduct vormen met een monodentaat ligand. De twee gallium-atomen zijn vijf-gecoördineerd.                               |
| - {\displaystyle {\ce {L.GaH2( \mu H)2GaH2.L}}} |  | 2:2 adduct, de twee eenheden zijn via een dubbele waterstofbrug met elkaar verbonden. |
| - {\displaystyle {\ce {(.L-L.GaH3.)_{n}}}}      |  | 1:1 adduct met een bidentaat ligand waardoor een polymere structuur ontstaat. De gallium-atomen zijn vijf-gecoördineerd, de twee eneheden zijn via een dubbele waterstofbrug met elkaar verbonden. |

In vergelijking met de alanen hebben de gallanen met dezelfde liganden meestal een lager coördinatiegetal. Ook vormen de alanen met liganden op basis van stikstof sterkere bindingen dan met die op basis van fosfor, voor de gallanen is dat juist andersom.
De monomere structuur voor {\displaystyle {\ce {Me3N.GaH3}}} is vastgesteld in zowel de gas- als de vaste fase. Dit in tegenstelling tot de aluminium tegenhanger, die in de vaste fase dimeer is met bruggende waterstofatomen.

### Eigenschappen in oplossingen
De eigenschappen van gallaan in oplossingen klinken tegenstrijdig. Het molecuul is vlak en apolair, maar toch lost het goed op in aprotische polaire oplosmiddelen, vooral als die beschikken over vrije elektronenparen zoals ethers. De niet-bezette elektronenbaan op gallium maakt deze verbinding tot een sterk Lewiszuur. Zo lost het bijvoorbeeld goed op in tetramethylethyleendiamine. Uit deze oplossing is het vervolgens als zijn 1:1 adduct als kristallijne verbinding te isoleren.

### Andere chemische reacties
- De reactie met waterige basische oplossingen leiden tot het tetrahydroxygallaat(III)-anion en waterstofgas:

{\displaystyle {\ce {GaH3\ +\ 4H2O\ ->[{\ce {H2O/OH^{-}}}]\ Ga(OH)4^{-}\ +\ 2H2}}}
- Met sterke basen (buli of LDA), maar dan niet in waterige oplossingen, kan gallaan omgezet worden in {\displaystyle {\ce {GaH2^{-}}}}
- Reductie geeft metallisch gallium.
- Met waterig zuur worden gallium(III)-zouten gevormd en waterstofgas.

{\displaystyle {\ce {GaH3 \ + \ 3 H^{+}\ -> Ga^{3+}\ + \ 3 H2}}}
- Oxidatie leidt tot gallium(III)hydroxide.
- Niet gesolvateerd gallaan is in evenwicht met digallaan, het laatste is in het evenwicht de meest voorkomende vorm. Tegengevolge van dit evenwicht worden gallaan en digallaan vaak als chemisch equivalent beschouwd. Reacties waarbij specifiek naar gallaan gekeken wordt, moeten daarom altijd in oplossingen worden uitgevoerd. Veelgebruikte oplosmiddelen zijn dan THF en ether